# Sarp (Türkei)

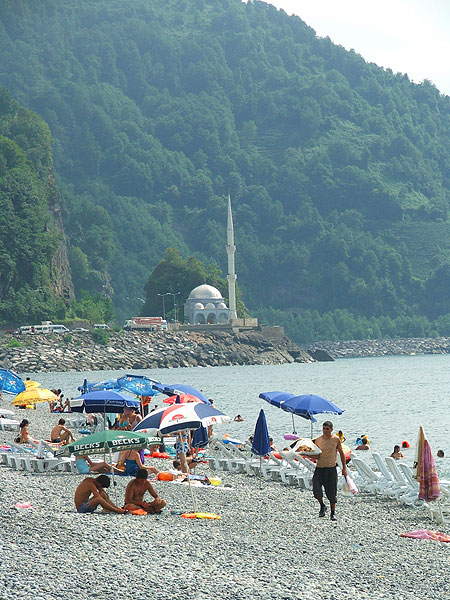
Im Vordergrund ist der georgische Teil Sarpi mit Strand zu sehen. Im Hintergrund der türkische Teil Sarp mit Moschee.

Sarp (georgisch სარფი, lasisch Sarpi) ist der südliche Teil des geteilten Grenzdorfes in der Provinz Artvin im Nordosten der Türkei. Er liegt an der georgisch-türkischen Grenze auf einer Höhe von etwa 50 Metern unmittelbar an der Küste des Schwarzen Meeres und gehört zum Landkreis Kemalpaşa. Die Einwohner gehören dem Volk der Lasen an. Der in Georgien gelegene Nachbarort ist Sarpi.
Sarp befand sich während der osmanischen Zeit im Gerichtsbezirk Gönye des Sandschaks Lazistan. Nach dem Russisch-Osmanischen Krieg 1878 ging Sarp an das Russische Reich über. Zwischen 1918 und 1921 war es Teil der Demokratischen Republik Georgien. Als die Grenzen zwischen der Sowjetunion und der Türkei 1921 festgelegt wurden, entschloss man sich das Dorf aufzuteilen.